# 2005 en aéronautique
Chronologie de l'aéronautique
- 2001
- 2002
- 2003
- 2004
- 2005
- 2006
- 2007
- 2008
- 2009

Cet article présente les faits marquants de l'année 2005 en aéronautique.

## Événements

### Janvier
- 18 janvier : à Blagnac, près de Toulouse (France), première présentation publique de l'Airbus A380, le plus gros avion civil jamais construit, en présence de 5 000 invités. L'Airbus A380 est capable d'accueillir 555 passagers sur plus de 15 000 km.
- 28 janvier : présentation du Boeing 7E7 Dreamliner (qui deviendra par la suite le Boeing 787) au siège du constructeur américain.

### Février
- 3 février : crash d'un Boeing 737 à l'est de Kaboul, en Afghanistan. 104 passagers et membres d'équipage à bord.

- 15 février : présentation officielle à Bordeaux-Mérignac en France du nouveau jet d'affaires haut de gamme, le Falcon 7X, fabriqué par Dassault Aviation.

- 16 février : présentation officielle du Boeing 777-200LR, le « Worldliner », à Everett près de Seattle : l'avion civil avec la plus longue portée au monde fabriqué par Boeing.

- 17 février : renforcement des règles d'indemnisations des passagers aériens dans la communauté européenne en cas d'annulation ou de retard de vols ou en cas de perte ou de détérioration de bagages.

- 17 février : ouverture du nouvel aéroport international de Nagoya (Japon). C'est le troisième aéroport international japonais.

### Mars
- 3 mars : l'Américain Steve Fossett, 60 ans, est devenu le premier homme à réussir le tour du monde en avion en solitaire, sans escale ni ravitaillement et en 67 heures.  Il a également battu le record de la distance parcourue sans atterrissage avec son avion, le Virgin Atlantic GlobalFlyer, spécialement construit pour l'occasion par Burt Rutan.

- 17 mars : la première pierre de l’Institut africain des métiers de l'aérien a été posée sur le site de l’Aéroport international de Bamako-Sénou. Ce nouvel institut de formation a été initié par la compagnie aérienne Air France.

### Avril

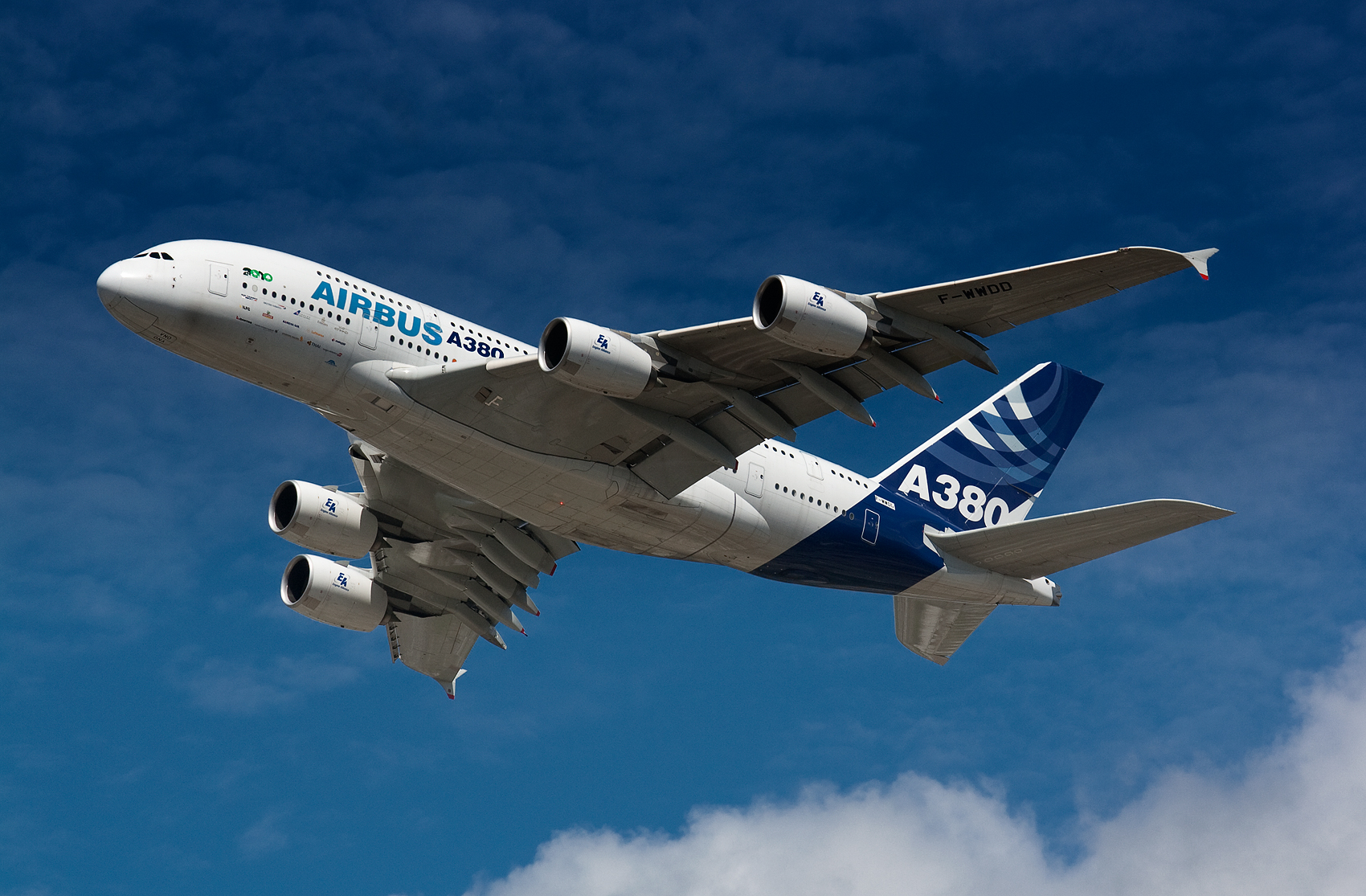
Airbus A380

- 27 avril : l'Airbus A380 décolle pour la première fois à 10 h 29 minutes depuis la piste 32L de l'aéroport de Toulouse-Blagnac.

### Mai
- 5 mai : le nouvel avion d'affaires de Dassault Falcon 7X décolle pour la première fois depuis l'aéroport de Bordeaux Mérignac

- 13 mai : la nouvelle version Falcon 900 Dx décolle pour la première fois depuis l'aéroport de Bordeaux Mérignac

- 13 mai : Bombardier aéronautique annonce que la nouvelle série C de ses jets régionaux (100-130 places), renommé en 2018 Airbus A220], sera construite dans la grande région de Montréal. 6 000 emplois directs + 4 000 emplois indirects seront créés.

- 21 mai'.' : Premier vol de l'avion ravitailleur Boeing KC-767'

### Juin
- 5 juin : TAP Portugal rejoint la Star Alliance.

- 13-16 juin : le 46e Salon du Bourget se tient du 13 au 16 pour les professionnels puis du 17 au 19 pour le grand public.

- 22 juin : dernier vol du Mirage IV sur la base de Mont-de Marsan.

### Juillet
- Juillet : retrait du service de la Caravelle, par Waltair, en République démocratique du Congo.

### Août
- 2 août :  un Airbus A340 de la compagnie Air France (Vol Air France 358), transportant 297 passagers et 12 membres d'équipage, a pris feu lors de son atterrissage raté sur une piste de l'aéroport Pearson de Toronto. Quarante-trois blessés légers.

- 14 août : crash d'un Boeing 737 (Vol ZU-522) de la compagnie chypriote Helios Airways, avec 115 passagers à bord dont 48 enfants et 6 membres d'équipage en provenance de Larnaca en Chypre.

- 16 août : crash au Venezuela d'un McDonnell Douglas MD-82 (vol YH 708) de la compagnie colombienne West Caribbean Airways, reliant le Panama à la Martinique avec 152 passagers à bord.

- 23 août : crash au Pérou d'un boeing 737-200 (Vol TANS 204) de la compagnie péruvienne TANS transportant 92 passagers.

### Octobre
- 12-14 octobre :  100e anniversaire de la Fédération aéronautique internationale (FAI) célébré au cours de toute cette année, à Paris et dans le monde entier, par de nombreuses manifestations telles que meetings aériens, conférences, expositions etc.

### Novembre
- 5 novembre : le Falcon 900Dx reçoit sa certification de l'EASA et de la FAA. les premières livraisons aux clients interviennent avant la fin décembre 2005

- 11 novembre : l'A380 s'est posé sur l'aéroport de Singapour après un vol de 13h où il a parcouru 11 000 km. La compagnie nationale singapourienne, Singapore Airlines est le client inaugural du très gros porteur européen qui compte de nombreux clients dans la région: China Southern Airlines (Chine), Kingfisher Airlines (Inde), Korean Air (Corée du Sud), Malaysia Airlines (Malaisie), Qantas (Australie), Thai Airways (Thaïlande).